# Grafschaft Büdingen
Die Grafschaft Büdingen war eine territoriale Körperschaft des Heiligen Römischen Reiches im heutigen Hessen. Sie ging aus dem Besitz der edelfreien Herren von Büdingen durch Erhebung von deren Nachfolgern, den Herren von Isenburg, in den Reichsgrafenstand 1442 hervor und hatte bis zur Aufteilung im Wiener Kongress Bestand.

## Herrschaft Büdingen
In Büdingen bestanden in fränkischer Zeit ein Königshof und danach im 12. Jahrhundert eine Wasserburg der Familie der edelfreien Herren von Büdingen. Die Familie wurde erstmals 1131 als Verwalter des mehr als 10.000 Hektar umfassenden Reichsbannwaldes (Büdinger Wald) zwischen Kinzig, Salz, Nidder und dem „Pfahlgraben“, dem ehemaligen römischen Limes, genannt.  Hartmann von Büdingen, ein Ministerialer und enger Vertrauter des Kaisers Friedrich Barbarossa, war dessen Bauleiter und Vogt der Pfalz Gelnhausen sowie Stifter des Klosters Konradsdorf.

## Grafschaft Isenburg
Mitte des 13. Jahrhunderts starben die Herren von Büdingen mit Gerlach II. in der männlichen Linie aus und ihr Erbe ging an die Ehegatten von Gerlachs vier Töchtern. Darunter war Ludwig I. von Isenburg († 1304), der Heilwig geheiratet hatte. Es gelang ihm und seinen Nachkommen in der Folgezeit, die Herrschaft auszubauen. Bis 1376 hatten sie den gesamten Reichswald unter ihrer Kontrolle, 1377 erlangten sie Wächtersbach, 1420/33 erbten sie von den Herren von Falkenstein unter anderem Offenbach und die Burg Birstein. Weiter kauften sie die Vogtei Reichenbach von der Fürstabtei Fulda. 1442 wurden sie in den Reichsgrafenstand erhoben.

## Grafschaft Isenburg-Büdingen
1511 reichte das weitgehend geschlossene isenburgische Territorium vom Vogelsberg bis über den Main, als es geteilt wurde. Büdingen war von 1511 bis 1806 – mit Unterbrechungen – Sitz der Linie Isenburg-Büdingen.
Die Grafschaft gehörte zum Oberrheinischen Reichskreis. Zu ihrem Territorium zählten die Stadt Büdingen und die Gerichte Düdelsheim und Mockstadt.

## Wiener Kongress und Ende
Isenburg-Büdingen überstand den Reichsdeputationshauptschluss zunächst. 1806 fiel das Territorium insgesamt an die Linie Isenburg-Offenbach-Birstein, die 1812 den Büdinger Reichswald allodifizierte. Isenburg-Büdingen, das Mitglied im Rheinbund war, wurde aber durch den Wiener Kongress endgültig entlang der Main-Linie zwischen dem Kurfürstentum Hessen und dem Großherzogtum Hessen-Darmstadt aufgeteilt.